# Hanna Poddig

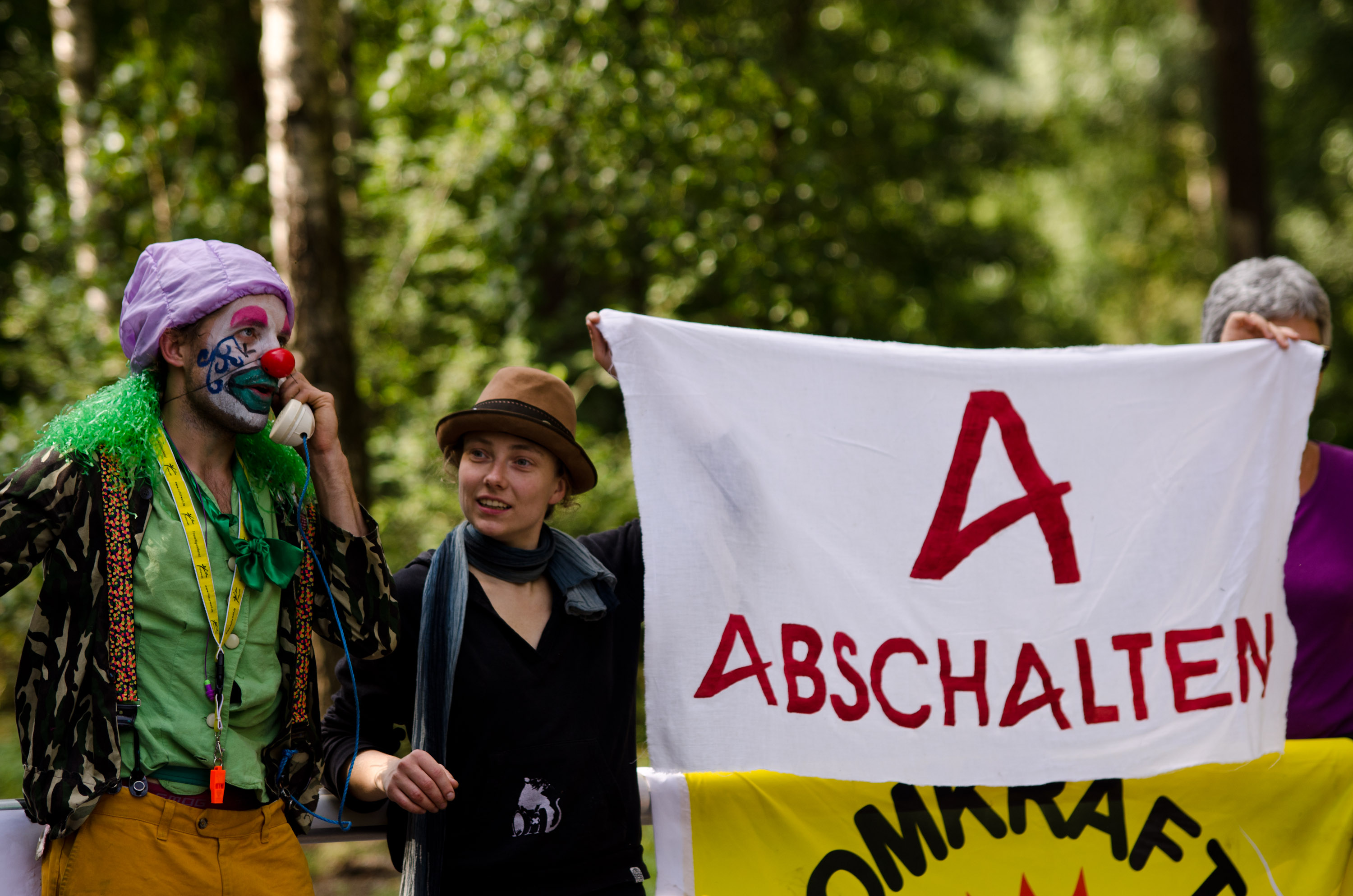
Hanna Poddig (2.v.l.), 2013

Hanna Poddig (* 11. November 1985 in Hamburg) ist eine deutsche Klimaschutzaktivistin und Autorin. Sie selbst bezeichnete sich 2009 als Vollzeitaktivistin.

## Leben
Poddig wuchs zunächst in Osterladekop (Jork), später in Werneck bei Schweinfurt auf.
Nach ihrem Abitur war sie zwischen 2002 und 2007 im Umweltschutzverein Robin Wood engagiert, davon ein Jahr im Vorstand. Als Kletteraktivistin für Robin Wood war sie an zahlreichen Aktionen beteiligt, darunter an Castor-Blockaden im Wendland oder bei den Protesten gegen das G8-Treffen in Heiligendamm. Im Februar 2008 kettete sie sich bei der Blockade eines Bundeswehr-Bahntransports in Nordfriesland an die Bahngleise, wofür sie zu 90 Tagessätzen verurteilt wurde. Statt die Geldstrafe zu zahlen, entschied sie sich, eine Haftstrafe abzusitzen, die sie am 15. März 2012 in der JVA Frankfurt-Preungesheim antrat. Eine Verfassungsbeschwerde wegen der Verletzung ihres Grundrechts auf Versammlungsfreiheit wurde vom Verfassungsgericht nicht zur Entscheidung angenommen.

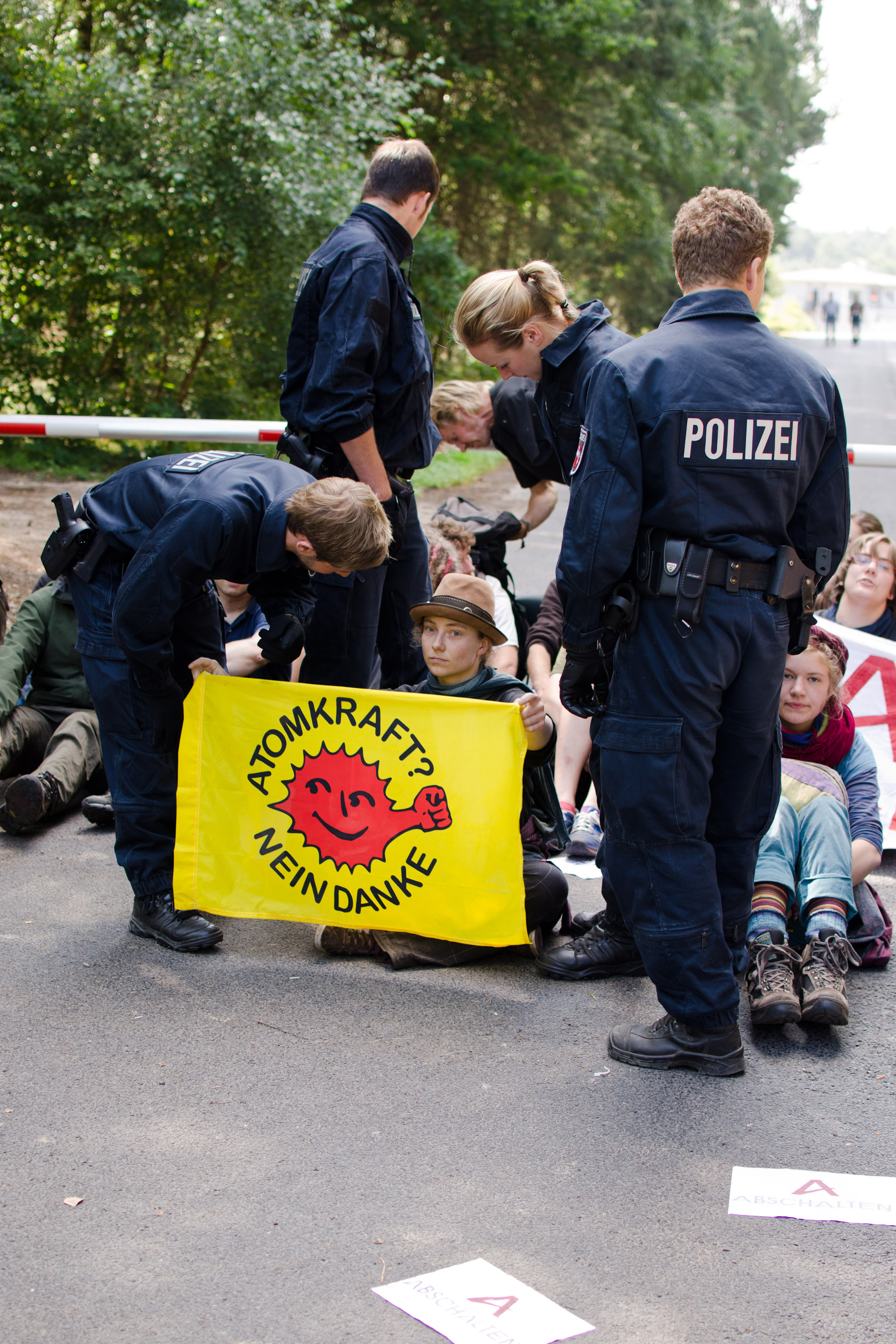
Hanna Poddig (mittig auf dem Boden sitzend) bei einer Sitzblockade vor der Brennelementefabrik von Areva in Lingen 2013

Im Jahr 2012 nahm sie mit einer Ankettaktion an der Blockade eines Urantransports aus der Urananreicherungsanlage Gronau teil.
2015 wurde sie wegen der Aktion zu 110 Tagessätzen Geldstrafe (der höchsten in Deutschland je wegen einer Ankettaktion an Gleisen verhängten Strafe) durch das Landgericht Münster verurteilt. Poddigs Revision verwarf das OLG Hamm. Statt aber die Geldstrafe von 1.650 Euro zu bezahlen, entschied sich die Aktivistin, die Ersatzfreiheitsstrafe anzutreten und so auf die „Absurdität des Systems“ aufmerksam zu machen.
Seit 2014 engagiert sie sich in der Kampagne Atomtransporte Hamburg stoppen, unter anderem zu sehen in der ZDF-Dokumentation Deutschlands heimliche Atomtransporte.
Seit dem 1. Oktober 2020 besetzen Klimaaktivisten, darunter zeitweise auch Hanna Poddig, Bäume im Flensburger Bahnhofswald, um dessen Rodung zu verhindern. Der kleine Stadtwald soll einem Hotel- und Parkhausneubau in Nachbarschaft zum Bahnhofsgebäude weichen. Die Aktivisten setzen sich für eine Verkehrswende ein und machen auf den massiven Einfluss von Rodungen auf das Klima aufmerksam. Am 22. Februar 2021 wurde den Besetzern der sofortige Vollzug der Räumung eröffnet. Einige der Besetzer zogen daraufhin friedlich ab. Nach längerer Diskussion mit den Einsatzkräften verließen ebenfalls aus freien Stücken die noch Verbliebenen das Gelände.
Seit 2011 ist Hanna Poddig in diversen Straf- und Ordnungswidrigkeitsverfahren für andere Aktivisten aktiv. Dabei benutzt sie die Möglichkeit einer Zulassung nach §138(2) StPO bisher unter anderem in Stuttgart, Potsdam, Hamburg, Dortmund, München, Berlin, Lingen, Celle und Fulda.

## Medienauftritte und -berichte
Mit Berichten über ihre Aktionen, als Verfechterin des Containerns und mit polarisierenden kapitalismuskritischen Positionen war Hanna Poddig wiederholt in Talkshows deutscher Fernsehanstalten eingeladen. So trat sie 2009 bei 3 nach 9 und Menschen bei Maischberger auf, 2010 bei Nachtcafé und Maybrit Illner, 2011 bei Günther Jauch und in den Jahren 2011 und 2012 bei Markus Lanz, wo sie unter anderem mit Bundesumweltminister Norbert Röttgen diskutierte.
In der WDR-Fernsehdokumentation Gefundenes Fressen – Leben vom Abfall von Britta Dombrowe und Valentin Thurn aus dem Jahr 2008 war sie als „Container-Hanna“ zu sehen.
Der ARD-Fernsehsender EinsPlus porträtierte Hanna Poddig 2013 in der Sendung Leben.
Im Jahr 2016 ist sie im Kinofilm Projekt A – Eine Reise zu anarchistischen Projekten in Europa
zu sehen bei einer Ankettaktion eines Urantransports 2012 in Gronau, bei einer Lesung in der besetzten Stillen Straße 10 in Berlin
sowie bei ihrer Haftentlassung aus der JVA Preungesheim in Frankfurt am Main.

## Journalistische Tätigkeit
Hanna Poddig ist seit 2007 Autorin der Zeitschrift Graswurzelrevolution und Teil der Redaktion des Grünen Blattes. 2009 erschien ihr Buch Radikal mutig im Rotbuch Verlag.
Als Mitarbeiterin im Übersetzungskollektiv rund um den anarchistischen Mailorder black mosquito.
war sie an der Übersetzungsarbeit beteiligt (neben kürzeren Texten erschienen die Bücher Message in a Bottle und Work
mit Übersetzungen von Texten des crimethInc-Kollektivs im Unrast-Verlag) und führt sie seit 2014 regelmäßig auch Lesungen
dazu durch, sowie weitere Veranstaltungen im Rahmen der internationalen Kampagne Alles verändern. Hanna Poddig gestaltet zudem Fratzig vorgelesen, eine wöchentliche Sendung mit politischen Texten und Hörbüchern im Flensburger Freien Radio Fratz.

## Auszeichnung
2017 erhielt Poddig den Internationalen Blue Planet Award der Stiftung ethecon (Ethik & Ökonomie).

## Veröffentlichungen
- Radikal mutig. Meine Anleitung zum Anderssein. Rotbuch Verlag, Berlin 2009, ISBN 978-3-86789-085-4
- Im Namen des Flummiballs. Skurrile, ätzende, widerliche, menschenverachtende – kurz: ganz normale Geschichten aus dem Gerichtsalltag. SeitenHieb Verlag, Reiskirchen 2011, ISBN 978-3-86747-050-6
- Ausstieg? Von wegen!, in: Tresantis (Hg.): Die Anti-Atom-Bewegung Geschichte und Perspektiven, Assoziation A, Hamburg 2015, ISBN 978-3-86241-446-8
- Repression – oft subtil und kein Stück harmlos, in: Tresantis (Hg.): Die Anti-Atom-Bewegung Geschichte und Perspektiven, Assoziation A, Hamburg 2015, ISBN 978-3-86241-446-8
- Klimakämpfe. »Wir sind die fucking Zukunft!«. Unrast Verlag, Münster 2019, ISBN 978-3-89771-148-8
- Reflexionen meines Kaffeekonsums – oder: Für ein ganz anderes Ganzes, in: Lesen ohne Atomstrom (Hg.): Act now! Reflexionen in existenziellen Zeiten, Assoziation A, Hamburg 2020, ISBN 978-3-86241-478-9.
- Kleine Geschichte der Umweltbewegungen. Von Radieschen und Revolutionen. Unrast Verlag, Münster 2020, ISBN 978-3-89771-285-0
- Die Anastasia-Bewegung. Völkisch, esoterisch, antisemitisch. Unrast Verlag, Münster 2025, ISBN 978-3-89771-155-6